# Gastein-konventionen
Gastein-konventionen blev indgået mellem Preussen og Østrig den 14. August 1865 i den østrigske by Bad Gastein.
Konventionen indeholdt aftaler mellem de to tyske storstater om forvaltningen af de besatte hertugdømmer Slesvig (≈Sønderjylland) og Holsten. I Wientraktakten fra oktober 1864 måtte Danmark give afkald over retten på hertugdømmerne Slesvig, Holsten og Lauenborg, som derefter blev styret af Preussen og Østrig i et preussisk-østrigsk kondominat. Den politiske rivalitet mellem de to tyske storstater viste sig dog i praksis at være en hæmsko for en fælles administration. Derfor aftalte begge parter i august 1865 i Bad Gastein at dele administrationen i de tidligere danske territorier. Konventionen indeholdt i alt 11 artikler og blev undertegnet den 14. august 1865 af Otto von Bismarck (på Preussens vegne) og Gustav von Blome (på Østrigs vegne).
Ifølge konventionen skulle administrationen i det preussisk-østrigske kondominat deles, idet Slesvig skulle styres af Preussen og Holsten af Østrig. Preussen fik derudover retten til at bruge militærveje gennem Holsten og retten til at konstrukere en kanal og en telegraflinje gennem Holsten. Også havnen i Kiel skulle komme under preussisk souverinitæt. Grænsebyen Rendsborg skulle blive tysk forbundsfæstning. Lauenborg blev annekteret af Preussen, som udbetalte 2,5 millioner danske rigsdaler til Østrig som erstatning. Aftalen holdt dog ikke længe på grund af Bismarcks bestræbelser på at fremprovokere en ny krig mod Østrig (og at samle Tyskland uden Østrig i en lilletysk løsning).